# Marcelo Muniagurria
Marcelo Julio Muniagurria (Fighiera, Santa Fe, 1946-Rosario 11 de mayo de 2019) fue un político, ingeniero y productor agrícola argentino. Fue militante de la Sociedad Rural de Rosario (SRR) y de Confederaciones Rurales Argentinas (CRA) en 1999. Ejerció como diputado nacional por el justicialismo, entre 1991 y 1995, y como vicegobernador de Santa Fe, acompañando a Carlos Reutemann, entre 1999 y 2003.

## Biografía
Se tituló de ingeniero agrónomo y se dedicó a la fruticultura en sus establecimientos en La Concepción.
En 1997 fue presidente de las Confederaciones Rurales Argentinas (CRA) y también presidente de la Sociedad Rural de Rosario y directivo del Instituto Nacional de Tecnología Agropecuaria (INTA).
Tras su paso por la actividad pública, se dedicó también al sector inmobiliario en el que fue socio de Jorge Messi, padre del capitán de la selección argentina y del Barcelona FC, Lionel Messi, en el desarrollo de un barrio privado en la localidad santafesina de Fighiera.